# 고구마 케이크

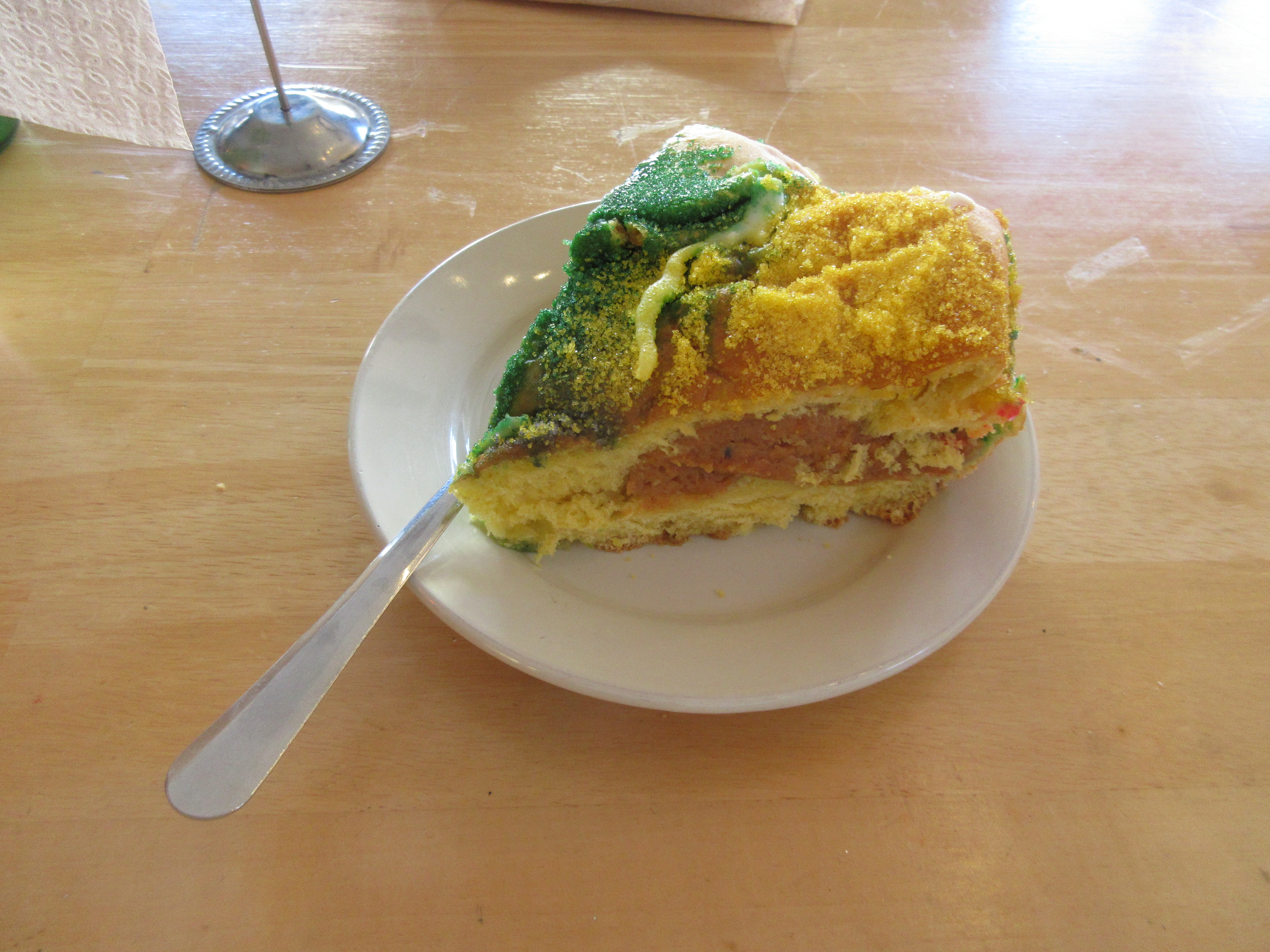
고구마 케이크

고구마 케이크는 밀가루, 고구마, 달걀, 설탕, 버터 등을 주재료로 하는 케이크의 변종이다. 카스텔라 위에 고구마 크림을 얹는 방식으로 조리할 수 있는데, 여기서 고구마 크림은 으깬 고구마에 거품 낸 생크림을 섞어 만든다. 고구마를 주재료로 한 일본 발상의 양과자인 스위트 포테이토로 만드는 경우도 있다. 커피 등에 잘 어울리는 베이커리이다.
고구마 케이크의 주 재료는 고구마 400g. 버터 70g. 휘핑크림 50g. 달걀 노른자 2개. 바닐라 에센스 1큰술, 카스텔라 가루 200g, 카스텔라 덩어리 약간(생크림재료=휘핑크림200g 설탕20g)이다.